# Tolpis azorica
Tolpis azorica là một loài thực vật có hoa trong họ Cúc. Loài này được (Nutt.) P.Silva miêu tả khoa học đầu tiên năm 1966.